# Eugène Viollet-le-Duc
Eugène Emmanuel Viollet-le-Duc, född 27 januari 1814 i Paris, död 17 september 1879 i Lausanne, var en fransk arkitekt, främst ihågkommen för sina restaureringar av medeltida byggnader såsom kyrkan Sainte-Madeleine i Vézelay och slottet Château de Pierrefonds. Även takryttaren på Notre-Dame-katedralen i Paris, som rasade i branden den 15 april 2019, var ett av hans verk.
Viollet-le-Duc vurmade för den gotiska arkitekturen och det han uppfattade som principerna bakom dess konstruktion. I sina renoveringar av medeltida byggnader utgick han från för samtiden mycket noggranna arkeologiska undersökningar, som förutom gotiken även omfattade romaniken och renässansen. Han noterade och tecknade av möbler, kläder, musikinstrument och rustningar. 
I sin egen formgivning var Viollet-le-Duc osentimental och rationell. Han använde sina historiska kunskaper till innovativa konstruktioner i moderna material som gjutjärn. 
Den svenske arkitekten Helgo Zettervall tog starka intryck av Viollet-le-Duc.